# Trouble (band)
Trouble is een doommetalband, opgericht in Chicago in 1978. De muziek van de band, die een van de meest populaire en belangrijke genre-vertegenwoordigers is, wordt als baanbrekend beschouwd voor de stijl. Naast Pentagram, Saint Vitus en Candlemass is Trouble een van de belangrijkste en meest invloedrijke doommetalvertolkers van de jaren 1980. De drie Amerikaanse bands Pentagram, Saint Vitus en Trouble worden vaak samen genoemd als reden voor het succes van traditionele doommetal in de loop van de jaren 1980 en als oorzaak van de oprichting van de stijl als een onafhankelijk genre onder de term doommetal. De band wordt samen met Place of Skulls toegevoegd als een belangrijke vertegenwoordiger van de stijl met een christelijke boodschap. Met name vanwege de promotie van hun debuutalbum wordt de groep beschouwd als degene voor wie de stijlnaam white metal is bedacht. Hoewel de muzikanten een negatieve relatie met deze opdracht benadrukken, werd de band ingedeeld in de christelijke rock- en metalwereld. Ondanks hun hoge populariteit, de toegeschreven invloed op andere muziekbands en het muziekgenre zelf en hun status als cult-act, bleef het commerciële succes van de band laag.

## Bezetting
Huidige bezetting
- Bruce Franklin (gitaar)
- Rick Wartell (gitaar)
- Kyle Thomas (zang)
- Rob Hultz (e-basgitaar)
- Marko Lira (drums)

Voormalige leden
- Eric Wagner (zang)
- Kory Clarke (zang)
- Mike DiPrima (e-basgitaar)
- Ian Brown (e-basgitaar)
- Sean McAllister (e-basgitaar)
- Ron Holzner (e-basgitaar)

- Chuck Robinson (e-basgitaar)
- Shane Pasqualla (e-basgitaar)
- Mike Slopecki (drums)
- Jeff 'Oly' Olson (drums)
- Dennis Lesh (drums)
- Barry Stern (drums)

## Geschiedenis
Het daadwerkelijke succes van de band is in de loop van hun carrière laag gebleven. De eerste albums van de band werden nauwelijks opgemerkt in de Verenigde Staten en vonden weinig afnemers. Alleen een contract met het Def American-label dat begin jaren 1990 door Rick Rubin was opgericht, zorgde voor een groter publiek, waardoor Trouble, ondanks de productie van videoclips en de samenwerking met het populaire label, niet in staat was zichzelf te doen gelden. Tegelijkertijd was de bandopstelling constant instabiel vanwege verschillende personeelswisselingen, die leidden tot langere leegten in de activiteitsfasen van de band. Ondanks hun geringe succes in hun thuisland geniet de band een hoge reputatie onder muzikanten en heeft ze een constante schare fans, vooral in andere Europese en Aziatische landen.

### Oprichting tot ondertekening van het eerste contract (1978 tot 1984)
Gitarist Rick Wartell richtte Trouble op in 1978 tijdens zijn middelbareschooltijd en bracht zichzelf binnen als gitarist en zanger van de band. Bassist Mike DiPrima en drummer Mike Slopecki namen ook deel. In deze bezetting van schoolband speelde Trouble een eerste concert in het Gordon Technical Institute in Chicago. Wartell rekruteerde geen andere muzikanten, totdat er in 1981 een krantenadvertentie in de Illinois Entertainer werd geplaatst. Met de komst van tweede gitarist Bruce Franklin en zanger Eric Wagner, die eerder samen in een band had gespeeld en de daaropvolgende verandering in de ritmesectie met bassist Ian Brown en drummer Jeff Olson, werd de band voornamelijk geformeerd als oorspronkelijke bezetting van Troubles.
In de eerste jaren van hun activiteit nam de band jaarlijks een demoband op, totdat ze een contract met Metal Blade Records konden sluiten. Al in de demofase was er een ontluikende instabiliteit in de bezetting van de band. Tot de opnamen van het debuut trad de band af en toe op in Chicago en omgeving en speelde en repeteerde vier keer per week. Het contract werd gewonnen door Trouble nadat haar optreden in de dovenclub Deaf Club voor fans en vrienden werd opgenomen in Aurora (Illinois) op 5 februari 1983 en bekend werd in het tape-handelscircuit. De opname kwam in handen van producent Brian Slagel van Metal Blade Records, die vervolgens de band contracteerde.

### Met Metal Blade Records (1984 tot 1987)
In een interview met muziekjournalist Martin Popoff zei Wartell dat de band het schrijfproces voor zowel het debuut als het tweede album The Skull, grotendeels had voltooid toen ze op pad gingen om op te nemen in Los Angeles. Voor de reis naar Californië kochten de muzikanten een busje en huurden een trailer voor de uitrusting van de band. Tijdens de reis brak de trailer uit, gleed over de weg, verloor een deel van de uitrusting en trok de auto de rijstrookgrens in. Ondanks het ongeval, dat geen grote schade veroorzaakte, zette de band de reis voort en voltooide de opnamen van Trouble binnen een paar weken. Bill Metoyer ondersteunde de opnamen, maar was alleen betrokken als geluidstechnicus. Het debuutalbum werd opgenomen zonder uitvoerend producent bij Track Record Studios en uitgebracht in maart 1984. In hetzelfde jaar werd de single Assassin uitgegeven. Om het album te promoten, organiseerde Metal Blade Records verschillende optredens met de thrashmetalband Slayer, die de band op weg naar Chicago kon voltooien. De tournee werd echter slecht bezocht. Wartell legde uit dat Slayer en Trouble destijds nauwelijks publiek trokken. Hij beschreef slechts één concert van de tournee, dat plaatsvond in Pismo Beach, met een publiek van ongeveer 1500 mensen, als indrukwekkend.
Problemen werden nauwelijks opgemerkt en, ondanks welwillende beoordelingen en inspanningen van het label, genereerde het geen populariteit. Wagner legde uit dat de poging om de band aan te duiden als white metal, gebaseerd op de christelijke teksten, te danken was aan het doctoraatswerk van het label uit deze periode. Metal Blade Records creëerde daarmee een differentiatie van het label Black Metal, dat vervolgens door het label werd gebruikt voor bands als Slayer en Danzig. In de daaropvolgende jaren werd de term white metal een gevestigde waarde voor christelijke bands.
Het volgende jaar verscheen er weer een demovolume en het tweede studioalbum The Skull, dat ook werd opgenomen in de Track Record Studios in Los Angeles. Deze keer raakte Slagel betrokken als producent. Om het album te promoten, boekte Wartell een tournee langs de oostkust van de Verenigde Staten, die hij beschreef als succesvol en goed bezocht in vergelijking met de Trouble-tournee. Ondanks de tournee bleef de verkoop van The Skull onder de verwachtingen van de band en het label. Bovendien werden de problemen binnen de band in de loop van de tournee groter, wat vervolgens leidde tot vernieuwde personeelswisselingen. In een biografie geschreven voor Allmusic noemt Eduardo Rivadavia drugsmisbruik en ontgoocheling met slechte verdiensten als essentiële aspecten van interne spanningen. Wagner meldde ook een verhoogd drugsgebruik in de band, wat soms leidde tot een harder geluid van het album The Skull. De spanningen namen toe met het uitbrengen van het album Run to the Light, dat in 1987 commercieel niet succesvol was, net als Trouble en The Skull. Het album, opgenomen in de studio's van de Chicago Recording Company met Iain Burgees (Big Black, Naked Raygun, Ministry) als geluidstechnicus en Jim Faraci (Poison, Ratt, L.A. Guns) als producent, bleef creatief en commercieel achter bij de verwachtingen van het label. De volgende festivaloptredens, onder meer op het Milwaukee Metalfest, waar de band zich aan een groter publiek kon presenteren, hebben de verkoop van het album niet verbeterd. Metal Blade Records beëindigde uiteindelijk de samenwerking met Trouble, wat de band in een meerjarige inzinking bracht.

### Met Def American (1989 bis 1992)
Na drie jaar inactiviteit keerde Trouble in 1990 terug met Rick Rubins Def American als nieuwe partner en een tweede titelloos album. De muzikanten legden de titel uit als een teken van het nieuwe begin van de band. Dienovereenkomstig werd het debuutalbum in de loop van de publicatie hernoemd tot Psalm 9. Rubin, die het album produceerde, had in 1989 een contract met de band getekend. Trouble werd zeer geprezen door critici en vergezeld van een daaropvolgende meerjarige tournee. Def American bracht verschillende singles van het album uit en financierde muziekvideo's voor de stukken R.I.P. At the End of My Daze, The Misery Shows (Act 2) en Psychotic Reaction. Er ontstonden echter conflicten tussen Def American, de Warner Music Group, die vervolgens de commerciële beslissingen beïnvloedde als een verkoopgroep die toen samenwerkte met Def America en problemen met de vraag welke stukken moesten worden vrijgegeven en met muziekvideo's en over het ontwerp van de respectieve video's.
Met Manic Frustration werd in 1992 in samenwerking met Def America een ander album uitgebracht, opnieuw geproduceerd door Rubin. Er werden bijna 100.000 exemplaren van het album verkocht, waarmee het het meest succesvolle album van de band is. Tijdens het schrijven en opnemen van Maniac Frustration zetten het label en het management de band steeds meer onder druk om nummers te schrijven, die geschikt zouden zijn voor radio en mainstream. Ondertussen dwaalden de ideeën van de muzikanten uiteen. In een interview met Martin Popoff legde Bruce Franklin uit dat de band voor het eerst interne conflicten tegenkwam met betrekking tot de verdere muzikale ontwikkeling van de band tijdens het schrijf- en opnameproces. Wagner zocht een meer psychedelisch geluid, beïnvloed door The Beatles, terwijl Franklin de voorkeur gaf aan de voortzetting van doommetal. Het conflict tussen Trouble en Def American werd ook verhard. Het label bracht Memory’s Garden en Scuse Me/Sleeper uit als singles en produceerde een video voor Memory’s Garden. De band gaf de voorkeur aan een video voor Scuse Me, deze werd alleen uitgesteld door het label en daarna geweigerd voor Memory’s Garden. Een tournee met White Zombie en Pantera volgde op de publicatie. Ondanks de toegenomen promotie en toegenomen verkoop slaagde de band er niet in om zich commercieel te vestigen in de reguliere markt en het succes van het album bleef achter bij de verwachtingen van het label. Soms schreven de muzikanten en hun waarnemers dit toe aan de grungehype van begin jaren 1990.
Het label zelf, dat in financiële moeilijkheden raakte, annuleerde al snel het contract met Trouble. Wagner legde uit dat Def Man het vertrouwen in de band zou hebben verloren na het mislukken van Manic Frustration. Na het wegvallen van het contract trok de band zich een aantal jaren terug. Jaren na het einde van het contract verklaarden Wartell en Warner dat ze de beslissing zouden respecteren en geen probleem zouden hebben met Rubin als persoon. Beiden benadrukten dat ze baat hadden bij de samenwerking en veel geleerd hadden over arrangementen en studiotechnologie van Rubin.

### Met Century Media en pauze (1995-1997)
De band keerde in 1995 terug met Plastic Green Head. Het album geproduceerd door André Verhuysen, de organisator van de Dynamo Open Air en Jeff Weller van Laaz Rockit, werd opgenomen in de Indigo Ranch Studios in Malibu (Californië) en de Fantasy Studios in Berkeley (Californië) en werd gepubliceerd bij Century Media. De geschillen binnen de band, die begonnen met de opname van Manic Frustration, gingen door. Nadat de band het album internationaal op de markt had gebracht en op festivals als de Dynamo Open Air had gepresenteerd, verliet Eric Wagner de band. Hoewel Wagner werd vervangen, was er een onderbreking van 12 jaar, met af en toe optredens in verschillende bezettingen.
In de daaropvolgende jaren bleef de bandbezetting onstabiel. Concerten werden sporadisch gehouden. Sommige muzikanten stichtten of intensiveerden hun werk met zij- of vervolgprojecten zoals Lid, Wet Animal of Supershine, wiens muziek vaak in de directe traditie van Trouble werd geplaatst. Bruce Franklin benadrukte dat de verschillende bands met hun respectieve muzikale oriëntaties de creatieve interesses van de verschillende muzikanten en de resulterende spanningen binnen de band goed weerspiegelden. Terwijl Wet Animal van Wartell, Pasqualla en Lira zich tot stonerrock wendden, was Wagners band Lid gebaseerd op de Beatles en pop- en rockmuziek uit de jaren 1960, terwijl de groep Supershine, geïnitieerd door Franklin en Olson, het meest waarschijnlijk doommetal zou blijven doen. Hoewel Wagner in 2000 terugkeerde naar de band, bleef de band tot 2007 geen nieuwe opnamen meer uitbrengen.

### Met Escapi Music (2007 tot 2011)
Trouble beëindigde de publicatie-pauze met het album Simple Mind Condition. Deze verscheen voorlopig alleen in Europa via het Zweedse doommetal label Escapi Music. De opnamen in de Mars Recording Compound Studios in Shalersville, Ohio werden vergezeld door Vincent Wojno, die als geluidstechnicus al had bijgedragen aan de opname van het album Plastic Green Head en eerder albums had geproduceerd van Kreator en Konkhra. Soms was Nirvana-drummer en Foo Fighters-frontman Dave Grohl de drummer van het album. Grohl, die zich tot de band had gewend, moest zijn deelname annuleren vanwege deadlines. Het album, geschreven over vijf jaar, wordt beschouwd als het meest impopulaire van de band. De band toerde uiteindelijk internationaal om de publicatie te ondersteunen, maar faalde bij het publiek.
Simple Mind Condition verscheen pas in 2009 in de Verenigde Staten, maar was daar ook niet succesvol. Vóór de Amerikaanse publicatie werd Unplugged 2008 uitgebracht als een ep, ook opgenomen met Wojno, met akoestische versies van bekende probleemstukken en een coverversie van het Yardbirds-nummer Heartful of Soul. Wagner verliet de band na het uitbrengen, waarna ze enkele jaren internationaal op tournee gingen met Kory Clarke. Studio-opnamen met Clarke werden niet weergegeven. Nadat Clarke Trouble in 2012 verliet, viel hij de overgebleven leden van de band aan, evenals het publiek als christelijke fundamentalisten, ruggengraatloze karikaturen en anachronistische Black Sabbath-imitaties die zichzelf beperken in hun creatieve werk. Alleen het live-album Live in L.A. getuigt van zijn werk voor Trouble. Live in L.A. maakte deel uit van een reeks publicaties tussen 2007 en 2011, die zeldzaamheden en verschillende verschijningsvormen documenteerden. Clarke verliet de band tijdens het schrijven van het album, dat werd aangekondigd als The Dark Riff.

### Met FRW Music en daarna (sinds 2013)
De werktitel The Dark Riff is tijdens het opnameproces geschrapt. Het album werd in 2013 uitgebracht als The Distortion Field. Thomas schreef de teksten voor de bestaande muziek. De opnamen werden begeleid door Bill Metoyer, die als technicus al producent was voor The Skull. Het album werd gedistribueerd via het Zweedse label FRW Music en opgenomen zonder producent. In tegenstelling tot Simple Mind Condiotion werd The Distortion Field positief ontvangen door het publiek en de recensenten. Vanwege familiaire verplichtingen besloot de band geen uitgebreide tournee te ondernemen voor promotie van het album. De band kondigde vroegtijdig verdere opnamen aan. Trouble kondigde een album voor 2016 aan op haar homepage en op haar Facebook-pagina. In een interview in 2017 legde Thomas uit dat het album aan de gang was, maar nog niet was voltooid. Een uitgeverslabel was op het moment van de verschillende uitspraken ook nog niet zeker.

## Band constellatie
Gitaristen Rick Wartell en Bruce Franklin zijn sinds 1981 vaste leden van de band. In de publieke perceptie werd de zanger Eric Wagner ook beschouwd als een essentieel lid van de band. De bassisten en drummers daarentegen varieerden in de loop der jaren verschillende keren. Ondertussen namen veel van de muzikanten deel aan verschillende zij- en vervolgprojecten. Verschillende probleemmuzikanten hebben in dergelijke zijprojecten vaak met elkaar omgegaan.

### Bezettingsgeschiedenis
In de meeste kronieken van de band wordt de fase als studentenband overgeslagen. Daarom worden DiPrima en Slopecki, de collega-muzikanten waarmee Wartell Trouble oorspronkelijk heeft opgericht, zelden genoemd in bandbeschrijvingen. In plaats van deze eerste bezetting wordt verondersteld, dat de opstelling van de gitaristen Bruce Franklin en Rick Wartell, de zanger Eric Wagner, de drummer Jeff Olson en de bassist Ian Brown de originele bezetting zijn. Hieruit bleven Franklin en Wartell bestaan als leden van Trouble. De overige functies in de band zijn door de jaren heen anders ingevuld. In het bijzonder werd de positie van de bassist vaak ingevuld. Dus Ian Brown verliet Trouble in de demofase en werd pas in 1983 vervangen door Sean McAllister en later door Ron Holzner in 1986. Holzner bleef langer bij de band en verliet de deze pas in 2002, waarna Chuck Robinson tot 2008 de rol van bassist overnam.
Na Robinson nam Shane Pasqualla het instrument over. Deze verliet de band in 2013 en werd vervangen door Rob Hultz. De positie van de drummer is ook verschillende keren opnieuw toegewezen. Trouble had echter voor langere perioden permanente drummers met Jeff Olson en Marko Lira. Olson verliet de band voor het eerst in 1986 en werd vervangen door Dennis Lesh. Lesh werd in 1989 gevolgd door Barry Stern tot Olson in 1993 terugkeerde naar de band. Deze keer bleef Olson tot 2008 bij de band en werd toen vervangen door Marko Lira. Zanger Eric Wagner, vaak geassocieerd met de band, bleef tot 1997 bij de band. Hij werd vervangen door Kyle Thomas, die verschillende optredens met Trouble maakte en na 2012 voor Trouble zong. Daarvoor nam Thomas in 2000 ontslag toen Wagner terugkeerde. Wagner bleef tot 2008 op Trouble. De vier jaar tussen 2008 en 2012, totdat Thomas opnieuw begon, nam Kory Clarke de zang over.

### Nevenprojecten en andere belangen
Vrijwel alle muzikanten werden gekenmerkt door verdere band- en projectparticipatie in het Amerikaanse rock- en metalcircuit. Projecten als Wet Animal, The Skull en Supershine, waar altijd meerdere muzikanten uit de band aan meededen, werden gezien als directe zij- of vervolgprojecten op Trouble. Wet Animal is opgericht door Wartell. Holzner, Olson, Lira en Pasqualla waren op verschillende momenten bij de band betrokken. The Skull is een initiatief van Wagner en Holzner met medewerking van Olson en Robinson. Supershine is opgericht door Franklin en Olson met Doug Pinnick van King's X. Naast dergelijke bands hebben sommige muzikanten bijgedragen aan projecten op grotere afstand. Dus nam Franklin deel aan het christelijke industriële metalproject Generation.
Wagner zong voor bands als Lid, Blackfinger en live voor projecten als Death Row en Probot. Thomas stond al vóór zijn tijd bij Trouble bekend om zijn werk met Exhorder en was ook actief als zanger voor bands als Alabama Thunderpussy en Floodgate. Clarke was daarentegen actief met rock- en postpunkbands zoals Warrior Soul, Dirty Rig, Mob Research en L-Seven. De twee vroege bandleden DiPrima en Slopecki, blijven zoals Ian Brown, zonder significante deelname aan andere metal- of rockprojecten. De latere bassist McAllister werd ook niet gekenmerkt door verdere deelname. Holzner formeerde de doom superband Debris Inc. met de Saint Vitus-gitarist Dave Chandler en de Down-drummer Jimmy Bower in 2001, de thrashmetalband Earthen Grave met de Living Fields-gitarist Jason Muxlow en speelde in 2002 voor Place of Skulls. Hultz stond daarentegen bekend om zijn investeringen in Godspeed en Solace, nog voordat hij deelnam aan Trouble.
Drummer Jeff Olson nam in 2013 deel aan de verschillende probleemprojecten in Place of Skulls en richtte in de jaren 2000 het doommetal-project Retro Grave op. Dennis Lesh nam daarentegen tijdelijk deel aan Chastain van Mike Varney, evenals aan Kenziner en Stygian. Barry Stern, die beroemd werd met Zoetrope, droeg naast Trouble bij aan de superband Debris Inc. voordat hij in april 2005 stierf als gevolg van complicaties als gevolg van een heupoperatie.

## Werk en impact
De muziek van Trouble wordt meestal beschouwd als klassieke doom metal. De groep zou van groot belang zijn voor het ontstaan en de verspreiding van de muziekstijl. De groep gebruikte invloeden van heavy metal, New Wave of British Heavy Metal, hardrock en psychedelische rock. De religieuze en spirituele oriëntatie van de teksten leidde verder tot het ontstaan van de term white metal, voor metal met een christelijke inhoud, waarvoor Trouble ook als leidraad wordt gezien.

### Ontvangst en betekenis
De muziekjournalist Garry Sharpe-Young beschrijft Trouble als de cult-act van doommetal. Samen met Pentagram en Saint Vitus, wordt de band beschouwd als onderdeel van de Holy American Doom Trinty, US Doom Trinity en Doom Trinity. De drie bands worden samen met de Zweedse band Candlemass toegeschreven aan het succes van doommetal in de loop van de jaren 1980. Met de debuutalbums van de drie bands Trouble later Psalm 9, Saint Vitus en Pentagram later Relentless, uitgebracht in 1984 en 1985, wordt de Amerikaanse Doom Trinity toegeschreven aan het succes van het traditionele genre, terwijl Candlemass wordt vermeld voor de formulering van de Epic Doom. Alle vier de bands zouden de muziek gezamenlijk hebben gevestigd als een onafhankelijk genre onder de term doommetal. De muziekjournalist Martin Popoff omschrijft het probleem zelfs als auteur van het genre na Black Sabbath en misschien Witchfinder General. Robert Pasbani benadrukte ook het belang van de band voor het genre in een recensie van het debuut geschreven voor de Webzine Metal Injection.
Zelfs met Trouble onderscheidde de band zich van het door blues beïnvloede Pentagram en de door punk geïnspireerde Saint Vitus met hun dynamische snelheid en duidelijkere productie. Met hun eigen mix van stijlen beïnvloed door bands als Judas Priest, wordt Trouble daarom de meest pakkende band van de Amerikaanse Doom Trinity genoemd. Met name de invloed van de New Wave van British Heavy Metal vormde de perceptie van de band als baanbrekend en die van de eerste vier Trouble-albums als naslagwerken van het genre.
Hoewel de verdere stijlontwikkeling eerder wordt toegeschreven aan Saint Vitus en Candlemass, wordt Trouble de band genoemd die, ondanks haar eigen commerciële mislukking, de traditionele stijl hoogstwaarschijnlijk heeft geholpen tot succes en verspreiding. In een recensie geschreven voor Allmusic beschrijft Eduardo Rivadavia het album Psalm 9 als een van de openingssalvo's van een echt Amerikaanse doomstijl. Op dezelfde manier noemt Manilla Road-drummer en Deaf Forever-redacteur Andreas 'Neudi' Neuderth de muziek van de band in een recensie van het album The Skull als een blauwdruk voor het subgenre. Garry Sharpe-Young beschrijft de band als een pionier voor de vertegenwoordigers van stonerrock.
De hoofdredacteur van Deaf Forever Götz Kühnemund presenteert de band in hun belang voor doommetal naast Candlemass en Black Sabbath. Hij legt uit dat alle drie zo stijlbepalend waren voor het genre dat men niet langer hun betekenis zou moeten bespreken. In zijn recensie van het album Psalm 9 legt hij uit dat dit debuut, in termen van genre-betekenis, nog hoger voor hem is dan welk Black Sabbath-album dan ook met Ozzy. Cathedral-oprichter en Rise Above Records-eigenaar Lee Dorrian, in gesprek met Wolf-Rüdiger Mühlmann, redacteur van Deaf Forever, noemde dezelfde drie muziekbands als essentieel en The Skull als wat hij beschouwde als het beste doommetal-album.
De muziekjournalist Ian Christe noemde Psalm 9 en The Skull in zijn lijst van de belangrijkste genre-publicaties in zijn metal-chronologie Sound of the Beast. In andere vergelijkbare lijsten wordt meestal ten minste een van de eerste twee albums vermeld. De Britse Metal Hammer noemt Psalm 9 onder de 10 Essential Doom Metal Albums. Psalm 9 van Loudwire, Kerrang! is opgenomen in vergelijkbare lijsten. Beide albums worden genoemd in uitgebreidere genrelijsten, zoals van Decibel en Deaf Forever.

### Stijl
De vroege albums van Trouble worden beschouwd als naslagwerken, genre-klassiekers en blauwdruk van traditionele doommetal. Voor Andreas Stappert van Deaf Forever zweeft Trouble al sinds de jaren 1990 richting psychedelische rock met Beatles-harmonieën. Eduardo Rivadavia beschrijft het vroege werk van de band, in zijn recensie van het album Psalm 9 geschreven voor Allmusic, als een geweldige herinnering aan de jaren 1970 in elk opzicht (uiterlijk, geluid, etc.). De voormalige zanger Kory Clarke bekritiseerde deze stijl na het verlaten in 2012 en beschreef Trouble als een band die meer dan 30 jaar oud is en precies zo speelt en klinkt. Achteraf gezien wordt het vroege werk van de band daarentegen vaak gebruikt als een antithese tegen de in populaire en opkomende metal-ondersoorten genaamd speedmetal en thrashmetal in de vroege jaren 1980, aangezien de gelijktijdig actieve groepen van New Wave van British Heavy Metal, thrashmetal en speedmetal met toenemende snelheid handelden en Trouble bewust en tegen de trend in, destijds slow metal hadden gespeeld. De muziek wordt beschreven als een mix van de vroege Black Sabbath en de New Wave of British Heavy Metal. Wagner bevestigde dat de beschrijving overeenkwam met de invloeden van de band aan het begin van zijn carrière, maar voegde eraan toe dat andere vertolkers, met name die van psychedelische rock en hardrock, al vroeg problemen hadden beïnvloed. In een interview met Martin Popoff heeft Wartell de classificatie toegevoegd en gespecificeerd.
Dienovereenkomstig worden moeilijkheden meestal verklaard door hun eigen stijl. Deze stijl suggereert vergelijkingen met Pentagram en Saint Vitus, maar onderscheidt zich van deze doom-vertegenwoordigers door een dynamisch tempo, een duidelijkere productie en de kenmerkende zang van Wagner. Een bijzonder kenmerk van dit geluid is dat het gitaarspel van de twee gitaristen Franklin en Wartell wordt beschreven als stoer, krachtig en tegelijkertijd melodieus, in combinatie met de hoge vocalen van Wagner. Van Wagner wordt positief bevestigd dat hij een huilerige stem heeft, die echter vanaf het begin gepolariseerd was als hoge krijsende stem. Muziekjournalist Aleksey Evdokimov beschrijft Wagner in zijn Doom Metal Lexicanum zelfs als een van de meest charismatische zangers in het rock- en metalcircuit, wiens stem onmiskenbaar is. Met Manic Frustration en Plastic Green Head varieerde de band de invloeden en verminderde het hard metal-geluid ten gunste van muziek die meer op stoner en psychedelische rock gericht was. Desalniettemin behield de band zijn essentiële componenten. Met Simple Mind Condition keerde de band steeds meer terug naar het geluid van eerdere publicaties, maar zocht niet langer naar de hardheid van de eerste publicaties.

### Inhoud
Zanger Eric Wagner, die verantwoordelijk was voor de meeste teksten, noemde John Lennon en Jim Morrison als belangrijke inspiratiebron voor zijn eigen teksten. Vooral zijn vroege liedjes werden gevormd door zijn katholieke opvoeding. Gedeeltelijk wilde Wagner christelijke teksten gebruiken om zich te onderscheiden van het toen provocerend satanische metalcircuit. Zijn teksten kwamen echter niet voort uit leerzame of bekerende bedoelingen. Ze waren eerder een uitdrukking van een proces van zelfontdekking. Daarom worden de nummers door zijn bandleden genoemd als een uitdrukking van specifieke levensfasen. Volgens Wartell behandelt het album The Skull onderwerpen als zelfmoord en dood en vertegenwoordigt het de meest deprimerende tijd in Wagners leven. Latere teksten waren meer cryptisch en minder voor de hand liggend christelijk. De teksten van Manic Frustration en Plastic Green Head zijn soms gecertificeerd om een grotere invloed op het drugsgebruik te hebben.
Desalniettemin werd de band vaak geconfronteerd met de teksten van de eerste albums en kreeg de term White Metal die voor hen werd gecreëerd door het Metal Blade Records-label. De muzikanten verwierpen de naam echter later. Met name de pogingen die verband hielden met de term om over hun muziek te prediken, waren terughoudend voor de muzikanten. De teksten van The Distortion Field kwamen voornamelijk van Korey Clarke en Bruce Franklin, maar waren gebaseerd op de songs geschreven door Wagner. Kyle Thomas voegde toe dat duistere en mysterieuze onderwerpen een belangrijke constante zijn in het algemene werk van de band. Christelijke thema's namen weer toe door de teksten die Franklin schreef, toen hij zich in de loop van de jaren 1990 tot het christendom wendde.
Eric Wagner overleed op 22 augustus 2021 op 62-jarige leeftijd aan de gevolgen van het coronavirus.

## Discografie

### Demo's
- 1980: 1980 Demo (eigen publicatie)
- 1982: 1982 Demo (eigen publicatie)
- 1983: 1983 Demo (eigen publicatie)
- 1983: Live (Midwest Heavy Metal Promotion)
- 1985: 1985 Demo (eigen publicatie)
- 1994: One for the Road (J.W.M. Intl.)

### Studioalbums
- 1984: Psalm 9 was eerst als Trouble uitgebracht (Metal Blade Records)
- 1985: The Skull (Metal Blade Records)
- 1987: Run to the Light (Metal Blade Records)
- 1990: Trouble (Def American Recordings)
- 1992: Manic Frustration (Def American Recordings)
- 1995: Plastic Green Head (Century Media)
- 2007: Simple Mind Condition (Escapi Music)
- 2013: The Distortion Field (FRW Music)

### Singles en ep's
- 1984: Assassin (Metal Blade Records)
- 1990: The Misery Shows (Act II) (Def American Recordings)
- 1990: The Misery Shows (Act II)/R.I.P. (Def American Recordings)
- 1990: The Wolf/Psychotic Reaction (Def American Recordings)
- 1992: Memory’s Garden (Def American Recordings)
- 1992: Scuse Me/Sleeper (Def American Recordings)
- 1992: Three Selections from Manic Frustration (Def American Recordings)
- 2008: Unplugged (Trouble Inc., ep)

### Samplerbijdragen
- 1984: The Last Judgement op Metal Massacre IV (Metal Blade Records)
- 1992: Manic Frustration op Knockin’ on Heavy's Door (promotie-split-ep van de Rock Hard)

### Compilaties en boxsets
- 1991: Psalm 9/The Skull (Metal Blade Records)
- 2011: Revelations (Life Or Death): Demos & Rarities 1980–95 (High Roller Records)
- 2011: Victim Of The Insane: Demos & Rarities 1984–94 (High Roller Records)
- 2011: Black Shapes of Doom (High Roller Records)

### Livealbums en officiële bootlegs
- 2007: Live Dallas Texas 03/12/90 (Trouble Inc.)
- 2009: Live in Los Angeles 2008 (eigen publicatie)
- 2010: Live Palatine 1989 (eigen publicatie)
- 2010: Live Schaumburg 1993 (Escapi Music)
- 2011: Live 1993 (High Roller Records)
- 2011: Black Shapes of Doom (High Roller Records)

### Dvd's
- 2006: Live in Stockholm (Escapi Music)
- 2007: Videos (Trouble Inc.)